# Верцнер, Виктор Николаевич
Ви́ктор Никола́евич Ве́рцнер (4 [17] ноября 1909, Каховка, Таврическая губерния — 9 апреля 1980, Москва) — советский учёный в области прикладной физической оптики и электронной микроскопии, создатель первого отечественного электронного микроскопа.

## Биография
Родился 4 (17) ноября 1909 года в местечке Каховка Российская империя (ныне город, Херсонская область, Украина) в семье фармацевта. Трудовую деятельность начал в Одессе УССР в 1926 году слесарем.
В 1935 году окончил ЛПИ и был принят в ГОИ.
В 1935—1939 годах — аспирант ГОИ. Работал под руководством будущего академика АН СССР А. А. Лебедева, который привлёк его к работам по дифракции электронов. В 1939 году при активном содействии А. А. Лебедева и научного руководителя ГОИ академика С. И. Вавилова начал работы по электронной микроскопии. К концу 1940 года Верцнером с сотрудниками был создан первый макет электронного микроскопа с увеличением до 10 000 и разрешением порядка 400 Å. Работы были продолжены во время ВОВ в Йошкар-Оле, куда был эвакуирован ГОИ. В 1942—1943 годах удалось построить более совершенный макет микроскопа с увеличением 20 000 и разрешением 150 Å. К 1946 году, в соответствии с постановлением ГКО, была создана малая серия микроскопов с увеличением 25 000 и разрешением 100 Å, переданных для работы различным предприятиям страны. В 1947 году началось промышленное освоение производства электронных микроскопов ГОИ на Красногорском механическом заводе, в результате которого в 1949 году был налажен выпуск приборов ЭМ-3 с разрешением 100 Å (после модернизации в 1952 году — 60 Å). Опыт разработки микроскопов ЭМ-3 был использован Верцнером с сотрудниками в 1952 году для создания и последующего (вплоть до 1957 года) серийного выпуска электронографов ЭМ-4. В период 1952—1957 годах методы электронной спектроскопии применялись им для исследования полупроводниковых слоёв, фотосопротивлений и германиевых диодов.
Начиная с 1956 года В. Н. Верцнером с сотрудниками велись работы по расчёту и разработке электронной оптики для электронных микроскопов, электронографов, рентгеновских микроанализаторов, теневых микроскопов, низковольтных растровых микроскопов. В связи с началом их выпуска большим числом фирм во многих странах, особенно в Японии, он предложил классификацию различных типов микроскопов. В основу классификации было положено разделение микроскопов на три класса в соответствии с их разрешающей способностью: первого класса — предельного разрешения, второго класса — высокого разрешения и третьего класса — малого разрешения. Наибольшее распространение получили микроскопы второго класса.
В дальнейшем в созданной под руководством В. Н. Верцнера лаборатории в ГОИ совместно с КМЗ, Сумским заводом электронных микроскопов и электроавтоматики (СЗЭМиЭ) и Выборгским приборостроительным заводом была разработана серия микроскопов второго и третьего классов — ЭМ-5 (1958), ЭМ-7 (1960), ЭМ-7М (1965), ЭМ-9 (1966) и ЭМ-11 (1967), ЭМ-8 (1967), ЭМ-14 и ряд других приборов. Представленный на Всемирной выставке в Брюсселе (1958 год) микроскоп ЭМ-5, созданный в КМЗ, был отмечен Призом Почёта (вторая премия).
Обзор работ ГОИ в области электронного микроскопостроения опубликован В. Н. Верцнером с соавторами в сборниках.
Руководя лабораторией электронной микроскопии ГОИ, В. Н. Верцнер воспитал ряд высококвалифицированных специалистов. В течение многих лет он осуществлял преподавательскую деятельность в ЛГУ (с 1938 года) и в ЛИТМО (с 1941 года). В числе его учеников два доктора и более 10 кандидатов наук. Он автор или соавтор более 100 научных публикаций и изобретений.
Скоропостижно скончался 9 апреля 1980 года в Москве во время служебной командировки.

## Награды и премии
- Сталинская премия второй степени (1947) — за создание отечественного образца электронного микроскопа
- медали
- Золотая медаль ВДНХ (1961) — ЭМ-5